# Xaltianquisco
Xaltianquisco är en ort i Mexiko.   Den ligger i kommunen Tzompantepec och delstaten Tlaxcala, i den sydöstra delen av landet, 110 km öster om huvudstaden Mexico City. Xaltianquisco ligger 2 501 meter över havet och antalet invånare är 884.
Terrängen runt Xaltianquisco är platt norrut, men söderut är den kuperad. Runt Xaltianquisco är det mycket tätbefolkat, med 1 018 invånare per kvadratkilometer. Närmaste större samhälle är Tlaxcala de Xicohtencatl, 13,6 km väster om Xaltianquisco. Trakten runt Xaltianquisco består till största delen av jordbruksmark.